# Remos en el agua
Remos en el agua è il quarto lavoro solista pubblicato da Horacio Salinas, uno dei fondatori del gruppo cileno Inti-Illimani e per molti anni loro direttore artistico.

## Descrizione
Pubblicato dall'etichetta Warner music Chile nel 2003, è questo il primo disco di Salinas composto di canzoni, assimilabile ai suoi lavori con gli Inti-Illimani. Per l'occasione sceglie musicisti che poi porterà con sé nel gruppo Inti-Illimani Histórico: suo figlio Camilo, pianista e fisarmonicista, Danilo Donoso, un percussionista conosciuto nella Scuola di Musica della SCD (la SCD è l'equivalente cileno della SIAE) e Fernando Julio, contrabbassista già occasionalmente presente nei concerti degli Inti-Illimani.
Intorno a questo nucleo di musicisti costruisce gli arrangiamenti per le canzoni delle quali è la voce solista.
Mi papá y mamá è stato reinciso nel 2010 dagli Inti-Illimani Histórico (di cui Horacio Salinas è direttore  artistico) nel disco Travesura, mentre La preguntona e Araucarias, appartenenti al repertorio degli Inti-Illimani, sono state qui reincise e riarrangiate.
La traccia 9 è una registrazione del 1982, realizzata in Sardegna, che documenta la nascita della melodia di Bambuco de Macondo, canticchiata da alcuni bambini, tra i quali lo stesso Camilo, durante le vacanze estive.
Tutti gli arrangiamenti sono di Horacio Salinas, tranne La preguntona (arrangiata da Horacio Salinas e Fernando Julio) e Se arrancaron con el piano (arrangiata da Horacio Salinas e Gabriel Salinas). Macunaíma è dedicata a Chico Buarque. Tra i ringraziamenti è esplicitamente citata anche l'Italia "perché la porto tra le note".
Nel novembre del 2023 la Aula records pubblica un cofanetto di 6 CD intitolato Música imaginada il cui terzo disco, intitolato Música imaginada vol.3: Remos en el agua, poemario musical a Manns, Nazoa e Teiller, recupera tutte le 12 tracce di questo CD. Oltre che in CD questo cofanetto è stato pubblicato anche in digitale, sui principali siti dedicati.

## Tracce
1. Bajo el cielo nacido tras la lluvia – 4:50 (testo: Jorge Teillier – musica: Horacio Salinas)
2. Macunaíma – 4:26 (testo: Patricio Manns – musica: Horacio Salinas)
3. De vuelta – 3:58 (testo: Nicolás Guillén – musica: Horacio Salinas)
4. Poema de su amor – 3:05 (testo: Aquiles Nazoa – musica: Horacio Salinas)
5. Cumbiamba de Doñalicia – 3:40 (musica: Horacio Salinas)
6. Mi papá y mamá – 3:25 (testo: Aquiles Nazoa – musica: Horacio Salinas)
7. La preguntona – 3:55 (testo: Patricio Manns – musica: Horacio Salinas)
8. Las violetas – 3:25 (musica: Horacio Salinas)
9. Bambuco de Macondo (introduzione) – 0:29
10. Bambuco de Macondo – 4:16 (testo: Patricio Manns – musica: Horacio Salinas)
11. Araucarias – 3:23 (musica: Horacio Salinas)
12. Se arrancaron con el piano – 2:41 (Hernán Nuñez)

Durata totale: 41:33

## Formazione
- Horacio Salinas: voce, chitarra, cajón
- Camilo Salinas: voce, pianoforte, acordeón, organo Hammond
- Fernando Julio: voce, contrabbasso
- Danilo Donoso:  percussioni

### Collaboratori
- Jorge Ball: cuatro venezuelanno e maracas in Poema de su amor, charrasca in Cumbiamba de Doñalicia
- Héctor "Parquímetro" Briceño: trombone in De vuelta e Cumbiamba de Doñalicia
- Zeca Barreto: cavaquinho in Macunaíma
- Martina Salinas: voce in Macunaíma e Bambuco de Macondo
- Gabriel Salinas: pianoforte e acordeón in Se arrancaron con el piano
- Cristián Cuturrufo: tromba in Las violetas
- Gonzálo Prieto: percussioni in Cumbiamba de Doñalicia
- Carolina Escobar Moragas: copertina